# Јужноафрички гранични рат
Јужноафрички гранични рат, познат и као Намибијски рат за независност, био је у великој мјери асиметрични сукоб који се одвијао у Намибији (тада Југозападна Африка), Замбији и Анголи од 26. августа 1966. до 21. марта 1990. године. Била је то борба између Јужноафричких одбрамбених снага и Народноослободилачке војске Намибије, оружаног крила Југозападноафричке народне организације. Борбе током Јужноафричког граничног рата биле су неке од највећих борби на афричком континенту од завршетка Другог свјетског рата и уско су биле повезане са Анголским грађанским ратом.
Јужноафричка Република је управљала територијом познатом под именом Југозападна Африка која је освојена од Немачке након Првог светског рата. Године 1966. Генерална скупштина Организације уједињених нација опозвала је право ЈАР-у да влада територијом Југозападне Африке и да управу препусти УН-у. Јужноафричка Република одбила је да призна ову резолуцију, те је де факто и даље управљала територијом.

Дана 26. августа 1966. године, герилске снаге СВАПО-а кренуле су у напад против Јужноафричких одбрамбених снага код села Омугулугвомбаше. Био је то први оружани сукоб у Намибијском рату за независност. Тај дан у Намибији се слави као државни празник.
Рат је завршио потписивањем споразума у Њујорку 22. децембра 1988. године, којим је влада ЈАР-а пристала на давање независности Намибији. Независна Намибија проглашена је 21. марта 1990. године, а на изборима је СВАПО освојио 55 од 72 посланичка места у Националној скупштини Намибије, омогућујући им да формирају националну владу.